# Wysoka Rada na rzecz Jedności Azawadu
Wysoka Rada na rzecz Jedności Azawadu (fr: Haut Conseil pour l’unité de l’Azawad, HCUA) – organizacja polityczna separatystów w północnym Mali, powstała 2 maja 2013, jako Najwyższa Rada Azawad (HCA), przemianowana 19 maja 2013 w Wysoką Radę na rzecz Jedności Azawadu. Doprowadziła do podpisania układu pokojowego z Wagadugu (18 czerwca 2013), kończącego wojnę domową Tuaregów z rządem Mali.
Organizacja powstała podczas wojny domowej w Mali, reprezentowała Tuaregów i chciała zachęcić malijski rząd do rozmów pokojowych. Liderem ugrupowania został Tuareg Intalla Ag Attaher, który opuścił Narodowy Ruch Wyzwolenia Azawadu (MNLA). Wysoka Rada doprowadziła 19 maja 2013 do rozwiązania Islamskiego Ruchu Azawadu (MIA), rozłamowców z Ansar ad-Din. Organizacja opowiadała się za pojednaniem wszystkich Tuaregów.
Wysoka Rada na rzecz Jedności Azawadu reprezentowała Tuaregów podczas rokowań z rządem malijskim w Wagadugu pod egidą prezydenta Burkiny Faso, Blaise’a Compaoré. Rozmowy trwały w dniach 8–18 czerwca 2013 i zakończyły się podpisaniem układu pokojowego między Tuaregami, a rządem w Bamako.